# Рік (документальний проєкт)
«РІК» — авторський документальний проєкт Дмитра Комарова від команди проєкту «Світ навиворіт». Прем'єра проєкту відбулася 24 лютого 2023 року, у річницю вторгнення Росії в Україну, на телеканалі «1+1 Україна». Проєкт складається із 3 частин.
28 квітня 2023 року на «1+1 Україна» відбулася прем'єра спецпроєкту «РІК. За кадром». Зйомки проєкту проходили наприкінці 2022 року.
На міжнародних YouTube-каналах «Світу навиворіт» проєкт вийшов чотирма іноземними мовами: англійською, іспанською, португальською і французькою мовами.

## Про програму
Авторський погляд Дмитра Комарова на війну з тих ракурсів, які не побачиш в новинах. Унікальні, рідкісні, ексклюзивні коментарі від тих, чиїми руками та розумом твориться наша майбутня перемога. Головні герої проєкту — як прості українці, які вже рік щодня героїчно показують свою силу та міць.

## Список випусків
| Назва           | Опис | Посилання |
| Рік             | Рік | Рік       |
| --------------- | --- | --------- |
| Частина перша   | Документальний опис подій, що відбулися за час повномасштабного наступу військ Російської федерації на Україну. Інтерв'ю з Президентом України Володимиром Зеленським, Головою Державної Прикордонної Служби України Сергієм Дейнеко, Головнокомандувачем Збройних сил України Валерієм Залужним, заступником голови Національної Поліції Олександом Файцевичем, начальником Генерального штабу України Сергієм Шаптала, громадянами України. Згадка подій, що відбулися в Бучі, Гостомелі, Сєвєродонецьку. | [ 7 ]     |
| Частина друга   | Документальні зйомки та інтерв'ю з високопоставленими особами України: Міністром оборони України Олексій Резников, начальником ГУР МО Кирилом Будановим, генерал-полковником Олександр Сирський, командувачем Повітряних сил Збройних сил України Миколою Олещуком, командувачем Військово-морських сил Збройних сил України Олексієм Неїжпапою, радником офісу Президента Єрмаком Андрієм | [ 8 ]     |
| Рік. За кадром  | |           |
| День Президента | Інсайд, як працює Президент України Володимир Зеленський і його команда та, як організований графік першої особи держави. У репортажі показано один день із життя Президента та відкрито досі невідомі факти. Також Дмитро Комаров побував разом з Президентом у Миколаєві, де відбулися засідання робочої групи та робочий візит прем'єр-міністр Данії Метте Фредеріксен. У випуску також присутня повна версія інтерв'ю Комарова і Зеленського. | [ 9 ]     |
| Міністр         | Міністр оборони України Олексій Резніков розповів про найскладніший для нього період повномасштабного вторгнення та відкрив подробиці відрядження до Білорусі на переговори з Росією 2022 року. Резніков розповів, де знаходиться його родина, як він підтримує свій психологічний стан, як пішов на дно крейсер «Москва» і де знаходиться клон цього корабля. | [ 10 ]    |
| Генерал         | Дмитро Комаров записав відеоінтерв'ю із Головнокомандувачем ЗСУ Валерієм Залужний. Залужний поділився своїм баченням того, чому саме розпочалась війна проти України, своїми враженнями про перші дні повномасштабного вторгнення, як саме ставиться до ворога та особисто до генерала РФ Валерія Герасимова, а також своїм баченням, що саме є перемогою для України. | [ 11 ]    |
| Розвідник       | Начальник головного управління розвідки Міністерства оборони Кирило Буданов розкрив військові таємниці, які вже можна озвучувати. Під час інтерв'ю Буданов поділився інформацією, що Росія планувала напад на Україну, ще з 2007 року і поділився, що було причиною його сліз, які рішення для нього найскладніші та через що в нього найбільше болить. Буданов також розповів, яка кількість десанту планувала захопити Київ, як він зустрів день повномасштабного вторгнення, що трапилось, якби була програна битва за Гостомельський аеропорт, що означали колони військової техніки для росіян, як ГУР дізнається необхідну інформацію і до чого потрібно готуватися після перемоги України. | [ 12 ]    |
| Спецслужбіст    | Голова СБУ Василь Малюк в інтерв'ю розповів про українських таємних агентів і відкрив подробиці атаки дронів на Чорноморський флот ВМФ Росії. Також Малюк поділився подробицями про роботу СБУ під час псевдореферендуму в Херсоні, роботу з колобораціоністами, прокоментував участь українських служб у підриві Кримського моста 2022 року і розповів про очищення силових структур від «щурів». | [ 13 ]    |
| Офіс Президента | У репортажі Керівник Офісу Президента Андрій Єрмак показав, як виглядає Офіс Президента України зсередини під час війни. Єрмак показав, як організовувалась оборона будівлі, як ставляться до ризиків нападу на ОПУ, а також прокоментував замахи на нього особисто. Також Андрій Єрмак розповів про повідомлення з пропозиціями здатися, які надходили впливовим політикам на початку повномасштабного вторгнення, розповів про обміни військовополоненими та поділився інформацією, як відбувався обмін бійців НГУ «Азов» на Віктора Медведчука. Єрмак виказав своє відношення до організації Міжнародного комітета Червого Хреста та його неспроможності виконувати свої обов'язки.            | [ 14 ]    |
| Рік. Харківщина | |           |
| Фільм 1         | Документальна робота журналіста присвячена річниці деокупації Харківської області та Слобожанського контрнаступу ЗСУ. Вперше розкриваються раніше невідомі деталі подій того часу. | [ 15 ]    |
| Фільм 2         | У фільмі показано, як відбувався Харківський контрнаступ в районі Балаклії у селі Вербівка з 6 вересня 2022 року, як відбувалася евакуація цивільних і який вигляд зсередини має мобільний командний пункт. Також розповідається, що створило передумови для успішної наступальної операції. | [ 16 ]    |
| Фільм 3         | У фільмі показано події, що відбулися 6 вересня 2022 року після звільненні Балаклії, й 11 вересня біля Куп'янська. Показано затримання колишнього працівника поліції, що співпрацював з окупаційною владою росіян, місцевих жителів, що пережили час окупації, місця дислокації росіян та місця, де вони проводили тортури над місцевим населенням. Керівник ГУР Кирило Буданов розкрив подробиці, як саме росіяни встановлювали окупаційну владу в українських містах, а начальник Управління СБУ в Харківській області Олександр Куць розповів Дмитру Комарову, як саме Росія намагається змінювати погляди українців на окупованих територіях.                                                 | [ 17 ]    |
| Фільм 4         | У фільмі розказано, як у вересні 2022 року Дмитро Комаров разом з бійцями спецпідрозділу «Kraken» заходили у сіру зону на околицях Куп'янська. Також розповідається про місцеву лікарню в період бойових дій та їх лікарів, про військовополонених, що воювали за росіян. | [ 18 ]    |
| Фільм 5         | У фільмі розказується про зачистку села Борова. Олександр Фацевич розповів, які дії проводять представники поліції після звільнення території від окупантів. Також показано кадри того, як виглядає місто Ізюм після деокупації, ексгумації тіл місцевих жителів, яку провели 15 вересня 2022 року. Описано підсумки Слобожанського контрнаступу ЗСУ: як через нестачу бойової сили контрнаступ зупинився біля Сватового і Кремінної. | [ 19 ]    |
| Рік. Херсон     | |           |
| Фільм 1         | Фільм починається з подій 11 листопада 2022 року, коли знімальна група разом з Дмитром Комаровим приїздить в звільнене від російських загарбників Херсон. Командувач ОК «Південь» генерал-майор Андрій Ковальчук розповів, що під час окупації росіяни влаштували командний пункт в пасажирському терміналі аеропорту в Чорнобаївці. Також командувач оперативно-стратегічного угруповання військ «Таврія» Олександр Тарнавський згадав, як втікали російські війська, коли почався наступ Сил Оборони на Півдні. | [ 20 ]    |
| Фільм 2         | У фільмі переповідаються розповіді мешканців Херсону, що провели 256 днів під окупацією росіян. Дмитро Комаров разом з бійцями показали теперишній стан Антонівського мосту після деокупації. | [ 21 ]    |
| Фільм 3         | У фільмі Дмитро Комаров показує, як живе місто Херсон через рік після деокупації. Журналіст поспілкувався з місцевими жителями, що розказали йому свої історії життя в окупації та про депортації в інші регіони. Також Комаров поспілкувався із працівниками лікарні, що показали, з якими наслідками війни їм доводиться боротися щодня, з місцевими партизанами, що займалися перевезеннями місцевих жителів з окупованих територій, відвідав Херсонський краєзнавчий музей, розграбований російськими солдатами. | [ 22 ]    |